# الدمثي (الدوادمي)
الدمثي، هي قرية من فئة (أ) تقع في محافظة الدوادمي، والتابعة لمنطقة الرياض في السعودية. وتبعد الدمثي عن محافظة الدوادمي بمسافة تقارب () كم.